# Alstonia breviloba
Alstonia breviloba là một loài thực vật]] thuộc họ Apocynaceae. Đây là loài đặc hữu của Papua New Guinea.